# Ujeścisko-Łostowice
Ujeścisko-Łostowice (in tedesco: Wonneberg-Schönfeld) è una frazione di Danzica, situata nella parte meridionale della città.